# Дибровка (Донецкая область)
Дибровка (укр. Дібрівка) — село на Украине, находится в Шахтёрском районе Донецкой области. Под контролем самопровозглашённой Донецкой Народной Республики.

## География
К востоку и северо-востоку от населённого пункта проходит граница между Донецкой и Луганской областями, к югу — между Украиной и Россией.

#### Соседние населённые пункты по странам света
С: Верхний Кут
СЗ: Чугунно-Крепинка
СВ: Дьяково — в Луганской области
З: Дмитровка
В: —
ЮЗ: Красная Заря, Кожевня
ЮВ: Червоный Жовтень — в Луганской области
Ю: —

## Население
Население по переписи 2001 года составляло 384 человека.

## Общие сведения
Код КОАТУУ — 1425282303. Почтовый индекс — 86200. Телефонный код — О6255.

## Адрес местного совета
86262, Донецкая область, Шахтёрский р-н, с. Дмитровка, ул. Центральная, 46; тел. 97-1-42.